# Manoir d'Adelwitz
Le manoir d'Adelwitz (Rittergut Adelwitz) est un château situé dans le village du même nom appartenant à la commune d'Arzberg de l'arrondissement de Saxe-du-Nord, en Allemagne orientale. 

## Histoire
Adelwitz était le domaine seigneurial (jusqu'en 1821) des familles successives von Haugwitz, von Holtzendorf, von Hartitzsch, von Metzsch, Marschall von Bieberstein, puis propriété privée des familles Klotzsch, Neubauer et Nette. 
C'est aujourd'hui un hôtel-restaurant avec une école d'équitation et de dressage (Dressur-und Ausbildungsstall Rittergut Adelwitz Reitschule).